# إنريكي روبلس
إنريكي روبلس (بالإسبانية: Enrique Robles)‏ هو ماتادور إسباني، ولد في القرن التاسع عشر في مدريد في إسبانيا، وتوفي في القرن العشرين.